# Доздабад
Доздабад (перс. دزدآباد‎) — село на севере Ирана, в остане Тегеран. Входит в состав шахрестана Демавенд. Является частью дехестана (сельского округа) Джемабруд бахша Меркези.

## География
Село находится в восточной части остана, к югу от автодороги 79, на расстоянии приблизительно 16 километров (по прямой) к юго-востоку от города Демавенд, административного центра шахрестана. Абсолютная высота — 1860 метров над уровнем моря.

## Население
По данным переписи 2006 года население села составляло 6 человек (2 мужчины и 4 женщины). В Доздабаде насчитывалось 4 домохозяйства. Уровень грамотности населения составлял 33,3 %. Уровень грамотности среди мужчин составлял 50 %, среди женщин — 25 %.
В 2016 году постоянное население в селе отсутствовало.